# Arizzano
Arizzano là một đô thị ở tỉnh Verbano-Cusio-Ossola trong vùng Piedmont, có cự ly khoảng 120 km về phía đông bắc của Torino và khoảng 5 km về phía đông bắc của Verbania. Tại thời điểm ngày 31 tháng 12 năm 2004, đô thị này có dân số 2.009 người và diện tích là 1,6 km².
Đô thị Arizzano có các frazioni (đơn vị cấp dưới, chủ yếu là các làng) Cissano and Cresseglio.
Arizzano giáp các đô thị: Bee, Ghiffa, Verbania, Vignone.